# Arnold-Sommerfeld-Gesellschaft
Die Arnold-Sommerfeld-Gesellschaft ist ein am 10. März 1998 gegründeter Verbund von Wissenschaftlern verschiedener Disziplinen, die in einem gemeinnützigen Verein interdisziplinäre Forschung betreiben. Die Arnold-Sommerfeld-Gesellschaft hat ihren Sitz in Leipzig. Sie ist nach dem Physiker Arnold Sommerfeld benannt.
Die Arnold-Sommerfeld-Gesellschaft gibt verschiedene Publikationen heraus, darunter die Reihe „Synergie, Syntropie, nichtlineare Systeme“ sowie Tagungsbände zu den Symposien und anderen Veranstaltungen. Für das Bundesministerium für Umwelt, Naturschutz und Reaktorsicherheit erstellte die Gesellschaft eine  „Implementationsstudie zur biotechnologischen Produktion von Biopolymeren unter Einsatz digitaler Modelle auf der Basis nachwachsender Rohstoffe und organischer Abfälle“, in der die technische und wirtschaftliche Machbarkeit der Massenproduktion von Biokunststoffen aus Biogas nachgewiesen worden ist.
Die Arnold-Sommerfeld-Gesellschaft betreibt gemeinsam mit der Hochschule für Telekommunikation Leipzig die Leipziger Schülerakademie. Weiterhin veranstaltet sie das monatlich an der Universität Leipzig stattfindende Sommerfeld-Seminar mit Vorträgen zu wechselnden Themengebieten. Schwerpunkte der Seminarreihe bilden aktuelle und traditionelle Themen aus dem Umfeld der von Arnold Sommerfeld begründeten Physikerschule, wobei interdisziplinäre Forschung besonderes Augenmerk genießt.
Früchte des Zusammentreffens von Wissenschaftlern verschiedener Fachbereiche sind unter anderem das unter Beteiligung der Arnold-Sommerfeld-Gesellschaft gegründete Institut für Synergetik und nachhaltige Technologien sowie ein Institut zur Geschichte von Naturwissenschaften und Technik.